# Буково (Охридско)
Вижте пояснителната страница за други значения на Буково.
Буково (на македонска литературна норма: Буково) е бивше село в Северна Македония, община Охрид.

## География
Селото се е намирало на надморска височина от 1200 m в планинския проход Буково между Галичица от юг и Плакенската планина на север, при изворите на Крива река, под връх Бандера. От Ресен е отдалечено на 15 km в северозападна посока.

## История
В него първоначално живеят българи християни, после от втората половина на XVIII век българи мюсюлмани, а по-късно се заселват албанци мюсюлмани. В преброителен дефтер от 1519 година селото е дервентджийско с 44 християнски ханета, 2 вдовици християнки и 4 ергени християни, а в дефтер от 1583 с 40 християнски ханета и 23 ергени християни.
В XVII век е отбелязано в Слепченския поменик. Фигурира и в османски източници за хайдутството от 1650 до 1700 година.
На австро-унгарската военна карта е отбелязано като Буково (Bukovo).
В 1889 година Стефан Веркович (Топографическо-этнографическій очеркъ Македоніи) отбелязва Буково като село в Ресенска каза със 17 помашки къщи със 70 мъже.
В „Етнография на вилаетите Адрианопол, Монастир и Салоника“, издадена в Константинопол в 1878 година и отразяваща статистиката на населението от 1873 година, Буково (Boukovo) е посочено като в каза Ресен с 15 домакинства и 32 жители мюсюлмани.
Според статистиката на Васил Кънчов („Македония. Етнография и статистика“) в 1900 година в Буково, Ресенска нахия на Битолска каза, живеят 120 българи християни.
На Етнографската карта на Битолския вилает на Картографския институт в София от 1901 година Буково е чисто албанско село в Битолската каза на Битолския санджак с 91 къщи.
Във 1902 година Лев Огненов пише, че селото има 41 къщи и 199 жители.
По данни на секретаря на екзархията Димитър Мишев („La Macédoine et sa Population Chrétienne“) в 1905 година в Буково (Bukovo) има 210 албанци.
Според Георги Трайчев в 1912 година в селото 25 къщи със 165 жители албанци.
В 1912 година в селото влизат сръбски войски, а населението му го напуска. След 1913 година селото остава в Сърбия. След закриването му, землището е присъединено към това на Свинища.